# Lubianki (Starachowice)
Lubianki Lubianka – osiedle administracyjne i mieszkaniowa część miasta Starachowice. Osiedle leży w południowo-zachodniej części miasta, nad rzeką Lubianką i nad Zalewem Lubianka.
TERYT podaje nazwę Lubianki dla części miasta, natomiast Uchwała VII/17/2016 Rady Miejskiej w Starachowicach wymienia nazwę Lubianka dla osiedla.

## Charakterystyka zabudowy
Jednostka posiada wyłącznie zabudowę jednorodzinną, z lat 90. XX wieku.

## Infrastruktura i usługi
Działa tu Szkoła Podstawowa nr 6 z boiskiem ze sztuczną nawierzchnią.